# Vévoda z Yorku

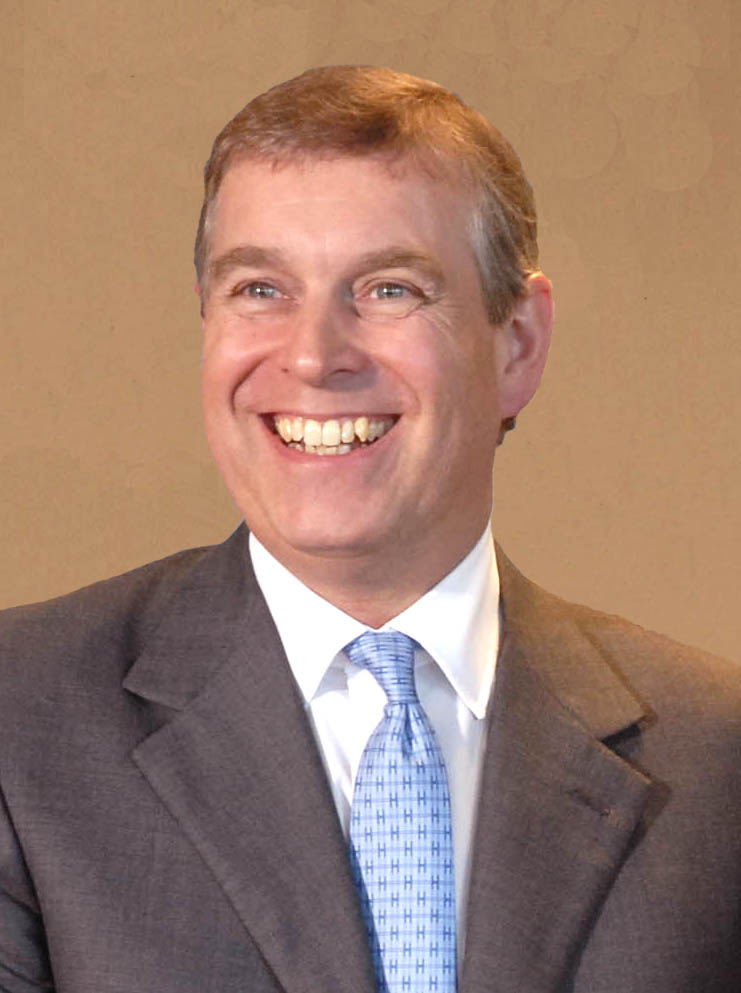
Princ Andrew, vévoda z Yorku

Vévoda z Yorku (anglicky Duke of York, občas zkracován na "DOY") je anglický, respektive britský šlechtický titul patřící členům královské rodiny.

## Dějiny
Od 15. století bývá tento titul udělován druhorozenému synovi vládnoucího anglického (dnes britského) monarchy. Jeho skotským ekvivalentem je titul vévody z Albany, ve Francii je to potom titul vévody z Berry. V období kolonizování a Zákona o unii byla vytvořena pozměněná varianta tohoto titulu, a to titul vévody z Yorku a Albany. Jeho nositel byl tedy jak vévodou z Yorku, tak vévodou z Brity okupované Albany.
Od krále Eduarda IV. žádný z jeho nositelů nepředal titul vévody z Yorku svému synovi, protože buď zemřeli bez potomků nebo se stali oni sami králi Anglie či Velké Británie. Prvním vévodou z Yorku byl samotný zakladatel rodu Yorků – Edmund z Langley, syn krále Eduarda III. Po Edmundovi zdědil titul jeho starší syn Eduard z Norwiche, který zemřel bez potomků a titul vévody z Yorku zdědil jeho synovec Richard Plantagenet, mimo jiné otec králů Eduarda IV. (jehož syn Richard byl také vévodou z Yorku, ale zemřel bez potomků; společně se svým bratrem Eduardem V. byl jedním z princů z Toweru) a Richarda III. a praděd krále Jindřicha VIII. Tudora, který před tím, než se stal králem, byl jako druhorozený syn rovněž vévodou z Yorku.

## Současnost
V současné době je úřadujícím vévodou z Yorku druhorozený syn královny Alžběty II. a prince Philipa, princ Andrew. Ten má ze svého manželství se Sarah Fergusonovou dvě dcery – princezny Beatrici a Evženii. Nebude-li mít Andrew žádného mužského dědice, vrátí se jeho titul zpět ke koruně.